# John Latham (sędzia)
John Latham (ur. 26 sierpnia 1877 w Melbourne, zm. 25 lipca 1964 tamże) – australijski polityk i prawnik, w latach 1929–1931 lider opozycji, a od 1935 do 1952 prezes Sądu Najwyższego Australii.

## Życiorys
Wychowywał się na przedmieściach Melbourne, jego ojciec był znanym działaczem społecznym w kolonii Wiktoria. Studiował prawo, logikę i filozofię na University of Melbourne. W 1904 uzyskał prawo wykonywania zawodu adwokata. W czasie I wojny światowej służył w wywiadzie Royal Australian Navy (australijskiej marynarki wojennej). W 1917 został jego dowódcą. Był członkiem australijskiej delegacji na paryską konferencję pokojową. W 1920 w uznaniu zasług dyplomatycznych został uhonorowany Orderem św. Michała i św. Jerzego.
W 1922 został wybrany do Izby Reprezentantów jako kandydat niezależny. W 1925 przyłączył się do Partii Nacjonalistycznej. Pełnił funkcję prokuratora generalnego w trzecim gabinecie Stanleya Bruce’a. Gdy w 1929 Bruce stracił mandat parlamentarny, a partia przegrała wybory, Latham został jej nowym przywódcą i zarazem liderem opozycji. Gdy w 1931 nacjonaliści połączyli się z grupą rozłamowców z Partii Pracy, tworząc Partię Zjednoczonej Australii, nowym liderem został Joseph Lyons. Pod jego wodzą partia wygrała wybory, a Latham został prokuratorem generalnym i jednocześnie ministrem spraw zagranicznych w rządzie Lyonsa.
W 1934 wycofał się z życia politycznego, a rok później został powołany na stanowisko prezesa Sądu Najwyższego. Pełnił je aż do przejścia na emeryturę w roku 1952, z przerwą w latach 1940–1941, kiedy to był pierwszym ambasadorem Australii w Japonii. Zmarł w 1964 w wieku 87 lat.